# みささサンサンバス
みささサンサンバスとは、鳥取県東伯郡三朝町で運行される三朝町営のコミュニティバス。
自家用自動車による有償運送で、運行は日ノ丸自動車倉吉営業所に委託されている

## 特徴
- 運賃は区間により大人100円または200円（小学生・障害者等は50円または100円）、幼児は無料。なお、日ノ丸バスのみささサンサンバスと重複する区間も同額に値下げされた[2]。
- 日ノ丸自動車の定期券・回数券等も使用可能[2][5]。
- 運賃箱に両替機能はない[4]。
- 小河内線・穴鴨線の一部の便は三朝町役場内（構内）・三朝町役場前（県道21号） - 本泉間を除き予約制となる。

## 沿革
- 2021年（令和3年）10月1日 - 運行開始[2][3]。

## コース
（停留所名）は一部の便のみ停車。＜停留所名/停留所名＞はどちらかを経由。

### 小河内線
平日朝の上り1便は日ノ丸自動車（一般路線）による運行。
- 三朝町役場内（構内） - 三朝小学校前 - 本泉 - 小河内 - 実光
  - 一部の便は三朝町役場内（構内） - 本泉間を除き予約制となる。

### 穴鴨線
平日朝の上り2便・平日夕方の下り3便、土休日朝の上り1便・平日夕方の下り1便は日ノ丸自動車（一般路線）による運行。
- 三朝町役場内（構内） - 三朝小学校前 - 本泉 - 恩地 - 穴鴨公会堂前 - 木地山/上西谷上/大谷入口
  - 一部の便は三朝町役場内（構内） - 本泉間を除き予約制となる。
- 三朝町役場前（県道21号） - 運動場前 - 本泉上 - 恩地 - 穴鴨公会堂前 （- 上西谷上 - 下畑）
  - 上りのみ運行。穴鴨公会堂前 - 上西谷上 - 下畑間は土曜・休日のみ運行。

### 徳本線
- 三朝町役場内（構内） - 三朝小学校前 - 徳本 - レスポワール前 - 三朝温泉病院
  - 平日午前のみ運行。

## 車両
- 町営バスオリジナルカラーの車両（トヨタ・ハイエース・14人乗り）が使用されている[4]。
- 「みささサンサンバス」であることから、全車両が希望ナンバーで「33」を取得している。